# Lijst van nummer 1-hits in Noorwegen in 2017
Deze hits stonden in 2017 op nummer 1 in de VG-lista, de bekendste hitlijst in Noorwegen.
| Week | Artiest                                        | Titel                           |
| ---- | ---------------------------------------------- | ------------------------------- |
| 1    | Alan Walker                                    | Alone                           |
| 2    | Ed Sheeran                                     | Shape of you                    |
| 3    | Ed Sheeran                                     | Shape of you                    |
| 4    | Ed Sheeran                                     | Shape of you                    |
| 5    | Ed Sheeran                                     | Shape of you                    |
| 6    | Ed Sheeran                                     | Shape of you                    |
| 7    | Ed Sheeran                                     | Shape of you                    |
| 8    | Kygo & Selena Gomez                            | It ain't me                     |
| 9    | Kygo & Selena Gomez                            | It ain't me                     |
| 10   | Kygo & Selena Gomez                            | It ain't me                     |
| 11   | Kygo & Selena Gomez                            | It ain't me                     |
| 12   | Kygo & Selena Gomez                            | It ain't me                     |
| 13   | Kygo & Selena Gomez                            | It ain't me                     |
| 14   | Kygo & Selena Gomez                            | It ain't me                     |
| 15   | Kygo & Selena Gomez                            | It ain't me                     |
| 16   | Clean Bandit & Zara Larsson                    | Symphony                        |
| 17   | Temur & Hkeem                                  | Fy faen                         |
| 18   | Luis Fonsi, Daddy Yankee & Justin Bieber       | Despacito (Remix)               |
| 19   | Luis Fonsi, Daddy Yankee & Justin Bieber       | Despacito (Remix)               |
| 20   | Luis Fonsi, Daddy Yankee & Justin Bieber       | Despacito (Remix)               |
| 21   | Luis Fonsi, Daddy Yankee & Justin Bieber       | Despacito (Remix)               |
| 22   | Luis Fonsi, Daddy Yankee & Justin Bieber       | Despacito (Remix)               |
| 23   | Luis Fonsi, Daddy Yankee & Justin Bieber       | Despacito (Remix)               |
| 24   | Luis Fonsi, Daddy Yankee & Justin Bieber       | Despacito (Remix)               |
| 25   | Luis Fonsi, Daddy Yankee & Justin Bieber       | Despacito (Remix)               |
| 26   | Luis Fonsi, Daddy Yankee & Justin Bieber       | Despacito (Remix)               |
| 27   | Luis Fonsi, Daddy Yankee & Justin Bieber       | Despacito (Remix)               |
| 28   | Luis Fonsi, Daddy Yankee & Justin Bieber       | Despacito (Remix)               |
| 29   | Luis Fonsi, Daddy Yankee & Justin Bieber       | Despacito (Remix)               |
| 30   | Luis Fonsi, Daddy Yankee & Justin Bieber       | Despacito (Remix)               |
| 31   | Luis Fonsi, Daddy Yankee & Justin Bieber       | Despacito (Remix)               |
| 32   | Luis Fonsi, Daddy Yankee & Justin Bieber       | Despacito (Remix)               |
| 33   | Luis Fonsi, Daddy Yankee & Justin Bieber       | Despacito (Remix)               |
| 34   | Justin Bieber & BloodPop                       | Friends                         |
| 35   | Astrid S                                       | Think before I talk             |
| 36   | Astrid S                                       | Think before I talk             |
| 37   | Astrid S                                       | Think before I talk             |
| 38   | Post Malone & 21 Savage                        | Rockstar                        |
| 39   | Post Malone & 21 Savage                        | Rockstar                        |
| 40   | Post Malone & 21 Savage                        | Rockstar                        |
| 41   | Post Malone & 21 Savage                        | Rockstar                        |
| 42   | Post Malone & 21 Savage                        | Rockstar                        |
| 43   | Post Malone & 21 Savage                        | Rockstar                        |
| 44   | Post Malone & 21 Savage                        | Rockstar                        |
| 45   | Post Malone & 21 Savage                        | Rockstar                        |
| 46   | Alan Walker, Noah Cyrus & Digital Farm Animals | All falls down                  |
| 47   | Alan Walker, Noah Cyrus & Digital Farm Animals | All falls down                  |
| 48   | Alan Walker, Noah Cyrus & Digital Farm Animals | All falls down                  |
| 49   | Alan Walker, Noah Cyrus & Digital Farm Animals | All falls down                  |
| 50   | Mariah Carey                                   | All I want for Christmas is you |
| 51   | Eminem & Ed Sheeran                            | River                           |
| 52   | Maria Mena                                     | Home for Christmas              |